# Вэл Венис
Шо́н А́ллен Мо́рли (англ. Sean Allen Morley, род. 6 марта 1971, Оквилл, Онтарио) — канадский рестлер, более известный под именем Вэ́л Ве́нис.
Он наиболее известен по выступлениям в World Wrestling Federation/World Wrestling Entertainment (WWF/WWE) с 1998 по 2009 год. Он также работал в Consejo Mundial de Lucha Libre и Total Nonstop Action Wrestling.
За свою карьеру в WWF/WWE Венис дважды владел титулом интерконтинентального чемпиона WWF, один раз — титулом чемпиона Европы WWF, и один раз — титулом командного чемпиона мира вместе с Лэнсом Штормом. Выступая в маске под именем Стил, он был самым молодым человеком и первым не мексиканцем, выигравшим титул чемпиона мира CMLL в тяжелом весе.

## Карьера в рестлинге

### Подготовка и ранняя карьера (1994—1998)
Он начал заниматься рестлингом в начале 1990-х годов под руководством Джейсона и Дьюи «Миссинг Линк» Робертсона и дебютировал на канадской независимой сцене, после чего вышел на международную арену, где работал в All Japan Pro Wrestling (AJPW) в Японии, Consejo Mundial de Lucha Libre (CMLL), Promo Azteca, International Wrestling Revolution Group (IWRG) в Мексике, International Wrestling Association (IWA) и World Wrestling Council (WWC) в Пуэрто-Рико, где он был одним из членов команды, известной как «Канадские гламурные парни», вместе с Шейном Сьюэллом они были двукратными командными чемпионами мира WWC. В Японии он был известен как Шон Морган, поскольку имя Морли было трудно произносить из-за отсутствия фонетических различий между буквами «л» и «р» в японском языке. В Мексике он носил маску, похожую на робота, сменил имя на Стил и выиграл титул чемпиона мира CMLL в тяжелом весе.

### World Wrestling Federation/Entertainment/WWE

#### Европейский и интерконтинентальный чемпион (1998—2000)
В 1998 году Морли подписал контракт с World Wrestling Federation (WWF) и получил образ звезды фильмов для взрослых по имени Вэл Венис. Персонаж был представлен серией виньеток, демонстрирующих образ жизни Вениса на съемочной площадке и за ее пределами, наиболее заметная из которых показывала Вениса с известной реальной порнозвездой Дженной Джеймсон.

## Личная жизнь
Морли говорит на разговорном испанском языке, который он выучил за время, проведенное в мексиканских промоушенах луча либре. Его сестра, Аланна Морли, была замужем за Адамом Коуплэндом (Эдж) с 2001 по 2004 год.
Морли является сторонником легализации каннабиса и в настоящее время работает бадтендером в магазине марихуаны «Здоровье для жизни» в Месе, Аризона.

## Титулы и достижения
- Consejo Mundial de Lucha Libre
  - Чемпион мира CMLL в тяжёлом весе (1 раз)[5][9]
  - Международный Гран-при (1997)[10]
- Elite Xtreme Wrestling
  - Командный чемпион EXW (1 раз) — с Декстером Верити[11]
- Heartland Wrestling Association
  - Командный чемпион HWA (1 раз) — со Стивом Брэдли[12]
- International Wrestling Association
  - Командный чемпион мира IWA (1 раз) — с Рикки Сантаной[13]
- Pro Wrestling Illustrated
  - № 25 в топ 500 рестлеров в рейтинге PWI 500 в 1999[14]
- World Wrestling Council
  - Телевизионный чемпион WWC (4 раза)[15]
  - Карибский чемпион WWC в тяжёлом весе (1 раз)
  - Командный чемпион мира WWC (3 раза) — с Гламурным парнем Шейном (2) и Рексом Кингом (1)[16]
- World Wrestling Federation / World Wrestling Entertainment
  - Чемпион Европы WWF (1 раз)[2]
  - Интерконтинентальный чемпион WWF (2 раза)[17][18]
  - Командный чемпион мира (1 раз) — с Лэнсом Штормом[3]